# Al Wasl FC
Al-Wasl Football Club (arabă نادي الوصل لكرة القدم) este un club de fotbal din Dubai, Emiratele Arabe Unite.

## Palmares
- Clubul secolului 20 în UAE: Datorita performanței impresionante în Turneele Continentale în ultimul secol (5 câștigate și 1 pierdut), IFFHS a decis să numească AlWasl clubul secolului 20 din EAU.[1]

- UAE League: 7

1982, 1983, 1985, 1988, 1992, 1997, 2007
- UAE President Cup: 2

1987, 2007
- UAE Federation Cup: 1

1992/93
- Gulf Club Champions Cup: 1

2010

## Rezultate în competițiile AFC
- AFC Champions League: 1 prezență

2008: Faza grupelor
- Asian Club Championship: 3 prezențe

1987: Calificări
1990: Calificări
1993: Locul trei
1995: Faza grupelor